# Abisara talantus
Abisara talantus é uma borboleta da família Riodinidae. Ela pode ser encontrada na Nigéria (a sul e no Rio Cruz) e Camarões. O habitat natural localiza-se em florestas primárias densas.